# Renzo Tjon-A-Joe
Renzo Jair Tjon-A-Joe (9 luglio 1995) è un nuotatore surinamese.

## Biografia
Ha rappresentato il Suriname ai Giochi olimpici estivi di Rio de Janeiro 2016, concludendo al ventunesimo posto nel concorso dei 50 metri stile libero.
Cinque anni più tardi, ha gareggiato all'Olimpiade di Tokyo 2020, classificandosi trentaseiesimo nella stessa specialità.

## Record nazionali
| Specialità                    | Tempo   | Evento                | Luogo          | Data             |
| ----------------------------- | ------- | --------------------- | -------------- | ---------------- |
| 100 m stile libero            | 49.29   | Swim Cup              | Eindhoven      | 7 aprile 2016    |
| 50 m stile libero             | 22.23   | Giochi olimpici       | Rio de Janeiro | 11 agosto 2016   |
| 50 m farfalla                 | 24.40   | CAC Games             | Veracruz       | 17 novembre 2014 |
| Staffetta 4x50 m stile libero | 1.35.30 | CARIFTA Championships | Bridgetown     | 7 aprile 2015    |

| Specialità        | Tempo | Luogo    | Data          |
| ----------------- | ----- | -------- | ------------- |
| 50m stile libero  | 21.90 | Qatar    | dicembre 2012 |
| 100m stile libero | 49.90 | Suriname | giugno 2014   |
| 50m farfalla      | 24.48 | Qatar    | dicembre 2014 |

## Palmarès
- Giochi centramericani e caraibici

Veracruz 2014: argento nei 50m sl e bronzo nei 100m sl.
Barranquilla 2018: oro nei 50m sl.
- Giochi sudamericani

Santiago 2014: bronzo nei 50m sl.
Cochabamba 2018: oro nei 50m sl e bronzo nei 100m sl.